# Engedey
Engedey ist ein Gemeindeteil bzw. eine Gnotschaft der Gemeinde Bischofswiesen im oberbayerischen Landkreis Berchtesgadener Land.

## Geschichte
Vermutlich bereits ab Ende des 14. Jahrhunderts war Engedey der 6. Gnotschaftsbezirk der „Urgnotschaft“ Bischofswiesen im Berchtesgadener Land, das ab 1380 das Kernland der Reichsprälatur Berchtesgaden und der später eigenständigen, reichsunmittelbaren Fürstpropstei Berchtesgaden (1559–1803) bildete. Nach drei kurz hintereinander folgenden Herrschaftswechseln wurde 1810 das Berchtesgadener Land mit seinen Gnotschaften dem Königreich Bayern angegliedert und aus Bischofswiesen ab 1812 eine Gemeinde. Da Größe und Gliederung der Gemeinde Bischofswiesen in den 1970ern von der Gebietsreform in Bayern nicht betroffen waren, ist Engedey nach wie vor ein amtlich benannter Gemeindeteil mit der topographischen Angabe Gnotschaft der Gemeinde Bischofswiesen.
Für die Wohngebiete Ilsank und Stangersiedlung und die Handwerkersiedlung im Stangenwald besteht seit 2011 eine Innenbereichssatzung.

## Einrichtungen
1973 wurde in Engedey das Gewerbegebiet Handwerkersiedlung im Stangenwald ausgewiesen. Die etwa 30 hier angesiedelten Handwerks- und Handelsbetriebe haben für die Bischofswieser Wirtschaft „eine tragende Bedeutung“.

## Hausnamen
Die Gnotschaft Engedey bestand nach der statistischen Übersicht von 1698 aus 20 Anwesen, davon 16 ganze Höfe und 4 halbe Höfe, die mit ihren Hausnamen aufgeführt werden. Weicht der heutige Hausname vom damaligen ab, ist er in Klammern beigefügt. Laut Steuerbuch von 1698 war der für den Gnotschafterbezirk aufgestellten Gnotschafter der Bauer von Gaistal. Das Repertorium des topographischen Atlasblattes von 1841 führt noch 16 namentlich benannte Einöden auf, mit insgesamt 26 Häusern.
| Ganze Höfe | Halbe Höfe                                               |
| --- | -------------------------------------------------------- |
| 1. Bachmann 2. Bachmanngraben 3. Bichllehen 4. Böckl 5. Gaistal 6. Hebenstreitmühle 7. Illsankmühle 1) 8. Poschberg (Bogensberglehen) 9. Punzenlehen 10. Schneckenlehen 11. Schoberlehen 12. Söldnerlehen 13. Ober Stanglehen (Ganghoferlehen) 2) 14. Unter Stanglehen (Mitterstanglehen) 3) 15. Vierathlehen 16. Wieser | 1. Degen 2. Heissenbichl 3. Hollereben 4. Ober Roßhof 4) |

1) Die heutige Siedlung Ilsank liegt 200 Meter östlich der Illsankmühle.

2) Stangersiedlung

3) Siedlung Im Stangenwald

4)  Ober Roßhof gehört heute zur Gemeinde Ramsau bei Berchtesgaden (Gnotschaft Au).
Die aktuellen Hausnamen sind auch auf der topographischen Karte im Bayernviewer dargestellt.

## Traditionen
Der 1980 ins Leben gerufene Weihnachtsschützenverein Engedey ist der jüngste seiner Art. Die Fahnenweihe als Teil der Gründungsfeierlichkeiten wurde im Juli 1981 im Rahmen des Schützen- und Trachtenjahrtags durchgeführt und am 1. Juni 1986 ein Gedenk-Marterl am Söldenköpfl geweiht. Der Verein verfügt über zwei Schützenstände. Einer davon ist an der Bachmann-Kapelle in Ilsank gelegen, der bereits seit den 1950er-Jahren an den Adventstagen („Christkindl-Schießen“) und zu Pfingsten sowie seit 1993 an Neujahr genutzt wird.